# 흉내나무쥐
흉내나무쥐(Xenuromys barbatus)는 쥐과에 속하는 설치류의 일종이다. 흉내나무쥐속(Xenuromys)의 유일종이다. 인도네시아 서뉴기니(서파푸아)와 파푸아뉴기니에서 발견된다.